# Metro de Lausana
El Metro de Lausana (en francés Métro de Lausanne) es un tren que atraviesa la ciudad de Lausana de centro a noroccidente (M1) y de sur a norte (M2). Reemplazó a Rennes como la ciudad con metro más pequeña. Es el único metro de Suiza.
La primera línea del metro (M1) fue inaugurada el 24 de mayo de 1991. En un principio la línea fue llamada TSOL (Tranvía del Sudoeste lausannense, en francés Tramway du Sud-Ouest lausannois). La segunda línea se inauguró el 27 de octubre de 2008.

## Líneas
Línea M1
En 1991 el Metro de Lausana contaba con una sola línea llamada M1, con un total de quince estaciones, de las cuales una tiene correspondencia con la línea M2, antiguo funicular de Ouchy.
La línea M1 enlaza el centro de la ciudad con el centro estudiantil de Lausanne, en donde se encuentran las sedes del EPFL y la Universidad de Lausana, además de conectar la ciudad con la vecina localidad de Renens.
Línea M2
La línea se encuentra actualmente en explotación comercial desde el 27 de octubre de 2008. La línea M2 es completamente automática y en su recorrido atraviesa la ciudad de sur a norte, desde Ouchy, en el extremo sur de la ciudad, a orillas de Lago Lemán, hasta Epalinges, en los alrededores norte de la ciudad.
El estudio de la línea 2 del Metro de Lausana fue desarrollado en 2001, presentado al Consejo de Estado del cantón de Vaud en junio de 2002. En septiembre del mismo año se pide al Gran Consejo cantonal que apruebe un préstamo para su construcción. A finales de 2002, el pueblo aprueba - a través de un referéndum - la adquisición de una deuda para construir la segunda línea del metro.
Los trabajos comenzaron en 2004 y terminaron en 2008. La línea tiene 6 km, con 14 estaciones, de las cuales una es de intercambio con la línea M1.
Esta línea utiliza el trazado de lo que hasta el 22 de enero de 2006 fue el funicular de Lausanne-Ouchy, que actualmente está siendo totalmente renovado. Este va desde la estación de Ouchy hasta Flon; las otras estaciones del ramal serán completamente nuevas.
El Metro tiene un total de 28 estaciones.
| Estación       | Altitud | Tipo        | Tiempo de la parada |
| -------------- | ------- | ----------- | ------------------- |
| Lausanne-Flon  |         | Subterránea |                     |
| Vigie          |         | Subterránea |                     |
| Montelly       |         | Exterior    |                     |
| Provence       |         | Exterior    |                     |
| Malley         |         | Subterránea |                     |
| Bourdonnette   |         | Exterior    |                     |
| UNIL-Dorigny   |         | Exterior    |                     |
| Mouline        |         | Exterior    |                     |
| UNIL-Sorge     |         | Exterior    |                     |
| EPFL           |         | Exterior    |                     |
| Bassenges      |         | Exterior    |                     |
| Cerisaie       |         | Exterior    |                     |
| Crochy         |         | Exterior    |                     |
| Epenex         |         | Exterior    |                     |
| Renens CFF     |         | Exterior    |                     |
| Ouchy          | 373 m   | Exterior    | 70"                 |
| Jordils        | 392 m   | Exterior    | 25"                 |
| Délices        | 408 m   | Exterior    | 25"                 |
| Grancy         | 425 m   | Exterior    | 25"                 |
| Gare CFF       | 451 m   | Subterránea | 35"                 |
| Flon           | 473 m   | Subterránea | 35"                 |
| Riponne        | 492 m   | Subterránea | 35"                 |
| Bessières      | 500 m   | Subterránea | 25"                 |
| Ours           | 517 m   | Subterránea | 35"                 |
| CHUV           | 570 m   | Subterránea | 35"                 |
| La Sallaz      | 610 m   | Exterior    | 35"                 |
| Fourmi         | 651 m   | Subterránea | 25"                 |
| Vennes         | 683 m   | Subterránea | 25"                 |
| Les Croisettes | 711 m   | Subterránea | 70"                 |

## Estaciones
Listado oficial de las estaciones del Metro de Lausana. En negrita, estaciones de combinación con otras líneas.
| Línea M1 De centro a noroccidente | Línea M2 De sur a norte |
| - Lausanne-Flon - Vigie - Montelly - Provence - Malley - Bourdonnette - UNIL-Dorigny - Mouline - UNIL-Sorge - EPFL - Bassenges - Cerisaie - Crochy - Epenex - Renens | - Ouchy - Jordils - Délices - Grancy - Gare CFF - Lausanne-Flon - Riponne - Bessières - Ours - CHUV - La Sallaz - Fourmi - Vennes - Les Croisettes |